# Hotel Zoo Berlin
Das Hotel Zoo ist ein Hotel am Kurfürstendamm 25 im Berliner Ortsteil Charlottenburg, nahe dem Zoologischen Garten. Es wurde 1891–1893 als Mehrfamilienwohnhaus erbaut, 1911 in ein Hotel umgebaut und 1956 um zwei Geschosse aufgestockt. Das unter Denkmalschutz stehende Gebäude wurde nach behutsamer denkmalgerechter Renovierung, Sanierung und Modernisierung im Spätherbst 2014 wiedereröffnet.

## Lage
Das Haus steht auf der Nordseite der Straße gegenüber der Einmündung der Meinekestraße. Unmittelbar in der Nachbarschaft (Hausnummern 26/26a und 28–30) stehen weitere Baudenkmale, die zwischen 1891 und 1907 nach Entwürfen renommierter Architekten ebenfalls als Wohn- oder Geschäftshäuser errichtet wurden.

## Geschichte

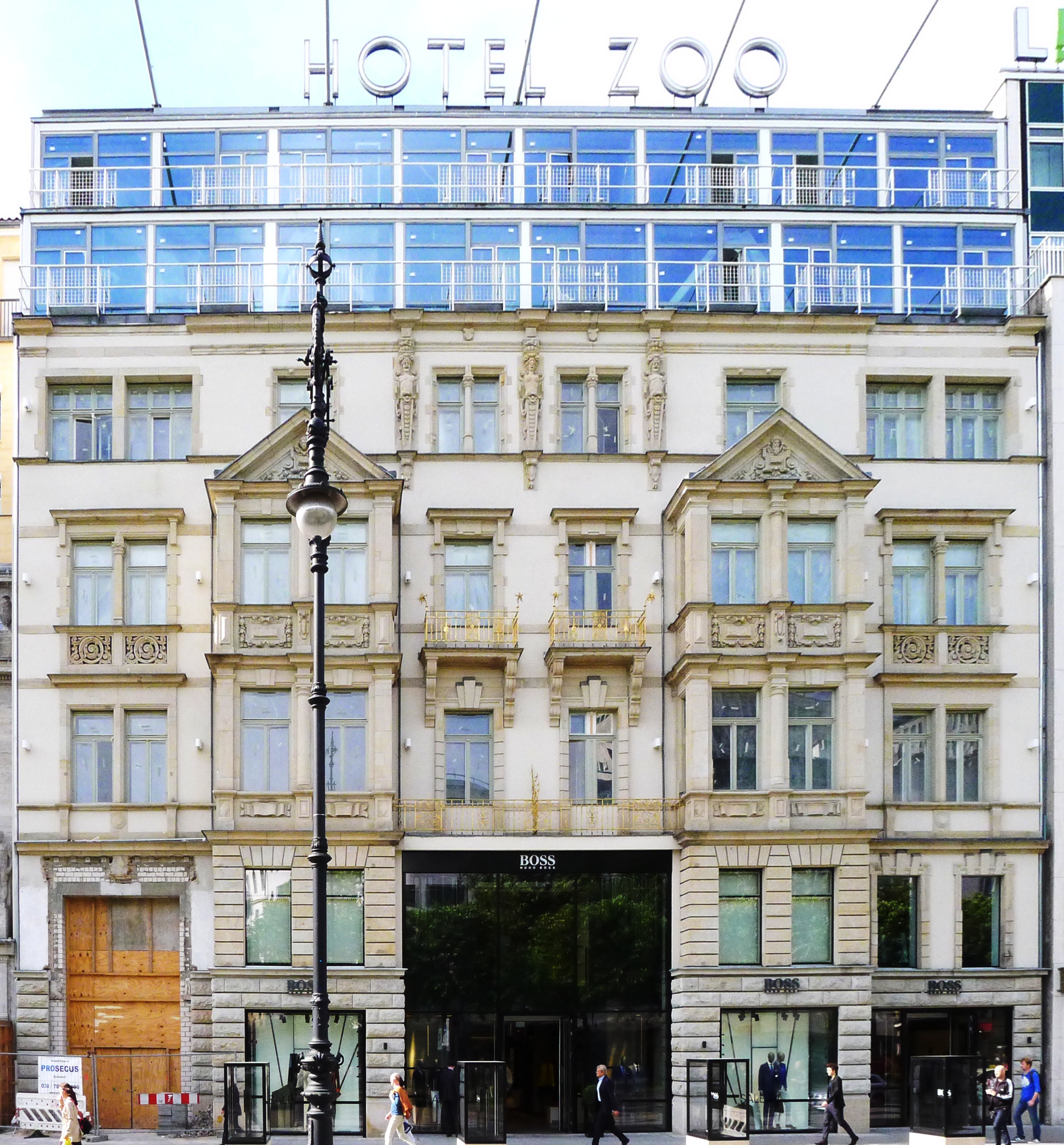
Straßenansicht des Hotels nach begonnenem Umbau, Juni 2014

Das Gebäude wurde 1891–1893 als Teil einer Gruppe aus drei Mehrfamilienwohnhäusern (Kurfürstendamm 23/24/25) von dem Berliner Bauunternehmer Heinrich Mittag auf eigene Rechnung erbaut. Grundrisse und Ausführungsplanung stammten von Mittag selbst, die Fassaden ließ er von dem renommierten Berliner Architekten Alfred Messel entwerfen – eine damals nicht ungewöhnliche Aufgabenteilung. Die Fassaden der drei aus Ziegelstein-Mauerwerk errichteten, 5 1⁄2-geschossigen Massivbauten erhielten im Erdgeschoss eine Bossenwerk-Verkleidung, die übrigen Etagen wurden Ton in Ton verputzt. Messel verwandte dem Zeitgeschmack entsprechend historistische Elemente wie Schmuckgiebel, Erker, Balkone, Balustraden auf der Traufe, Karyatiden unter den Giebeln, Reliefschmuck in den Brüstungs- und Giebelfeldern sowie repräsentativ ausgeschmückte Eingänge. Dabei waren die drei Häuser in den Einzelheiten individuell gestaltet, in der Gruppe ergab sich aber eine deutlich symmetrische Gliederung, z. B. in der Anordnung der Erker, der Ziergiebel und der Eingänge.
Das Haus Kurfürstendamm 25 enthielt zwölf großzügig bemessene Wohnungen, in einer davon wohnte zeitweise der Architekt Walter Gropius senior mit seiner Familie, zu der auch der 1883 geborene Sohn und später weltbekannte Architekt Walter Gropius gehörte. 1910 erwarb der Charlottenburger Kaufmann Adolf Koschel das Gebäude und ließ es durch die Berliner Architekten Carl Wittling und Georg Güldner zu einem vornehmen Hotel umbauen, das 1911 unter dem Namen Hotel am Zoo eröffnet wurde. Nach dem Tod Koschels betrieb seine Witwe Hedwig Koschel das Haus weiter. In den 1930er Jahren wurde in einen Teil des Gebäudes das Kino Kurfürsten-Theater eingebaut, das in Konkurrenz zu dem 1913 eröffneten Kino im Nachbarhaus Kurfürstendamm 26 stand (Union-Palast, später: Union-Theater Kurfürstendamm / UFA-Theater Kurfürstendamm, seit 1945: Filmbühne Wien).
Im Jahr 1932 ging die Immobilie in das Eigentum von Valentin Köhler über, der das Haus in der Rechtsform einer GmbH betrieb. Das Kino wurde geschlossen, stattdessen wurde eine Gaststätte eingebaut. In den 1940er Jahren führte Köhler das Haus zusammen mit seinem Sohn. In dieser Zeit nennen die Berliner Adressbücher als Mieter bzw. Nutzer des Gebäudes wieder ein Kurfürstentheater, 1941 die Zigarrenhandlung Gebrüder Borchardt und 1943 die Hamburger Cigarren-Handels-AG mit einem Laden im Erdgeschoss.
Obwohl viele Gebäude am Kurfürstendamm im Zweiten Weltkrieg durch alliierte Luftangriffe zerstört wurden, blieb das Hotel am Zoo mit relativ geringen Schäden erhalten. Im Jahr 1949 wurde die Hotelhalle umgebaut, und das Portal erhielt eine auffällige, den Bürgersteig überdachende Glasverkleidung. 1956 ließ der Eigentümer das Haus nach Plänen der Architekten Paul Baumgarten und Bernd Zachariae um zwei zurückgestaffelte Geschosse mit schlichter Fassade aufstocken. Dabei wurde auch die Messel-Fassade verändert: Die Schmuckgiebel und Balustraden über der Traufe verschwanden, und die seitlichen Loggien im obersten Geschoss wurden durch je zwei einzeln stehende Fenster ersetzt.
In den 1950er Jahren erlebte das Hotel seine Blüte – hier stiegen prominente Schauspieler ab, die zu den West-Berliner Filmfestspielen kamen, darunter Romy Schneider und Gina Lollobrigida.
Nach dem Mauerfall und der deutschen Wiedervereinigung verlor das Hotel seine Bedeutung, die Übernachtungszahlen gingen zurück. Notwendige Sanierungsmaßnahmen konnten wegen geringer Gewinne nicht mehr durchgeführt werden. Das Haus stand schließlich zum Verkauf. Im Jahr 2005 erwarb der Immobilienunternehmer Manfred Weingärtner zusammen mit seinem Partner Robert Hübner das Gebäude und erhielt den Hotelbetrieb (mit insgesamt 136 Zimmern) noch bis zum 15. Dezember 2012 aufrecht. Danach beauftragten die neuen Eigentümer die US-amerikanische Innenarchitektin Dayna Lee mit der Ausarbeitung von Umgestaltungsplänen. Diese wurden bis Mitte des Jahres 2014 schrittweise verwirklicht:
Der Hotelname wurde um das Wort „am“ gekürzt, das Gebäude nochmals aufgestockt, die Edelstahl-Fahnenstangen aus dem Jahr 1949 blieben dabei allerdings erhalten. Hofseitig kamen ein Wintergarten und ein Anbau mit einem Restaurant hinzu. Weil nicht das ganze Gebäude als Hotel genutzt wird, vermietete Weingärtner den ehemaligen Haupteingang im mittleren Bereich des Erdgeschosses als Ladenlokal an die Bekleidungskette Hugo Boss. Der Hoteleingang wurde deshalb in die westliche Achse der Fassade verlegt. In die Lobby führt nunmehr ein 20 Meter langer Gang (vom Management „Catwalk“ genannt), der zum Teil mit rein dekorativen Stützen in Fabrikoptik und zum Teil mit einer Stuckdecke ausgeschmückt ist. Die Zimmer wurden im Hollywood-Stil ausgestattet: Neben Stuckdecken gibt es smaragdgrüne Wände mit altrosa Elementen, schokoladenbraune Dielen und einen Kamin im Wintergarten.
Insgesamt verfügt das Hotel nach Abschluss aller Arbeiten über 141 Zimmer. Weingärtner möchte für das Haus keine Hotelsterne haben, sondern lässt es als Boutique-Hotel firmieren. Darunter wird ein persönlich geführter, individueller, meist luxuriöser Beherbergungsbetrieb verstanden. Die Preise können damit variabel gestaltet werden. Mit benachbarten Einrichtungen wie dem Kino oder einem Wellnessanbieter wurde eine Zusammenarbeit vereinbart.